# Caso Gregg v. Georgia
Gregg v. Georgia, Proffitt v. Florida, Jurek v. Texas, Woodson v. North Carolina e Roberts v. Louisiana (1976), é uma decisão histórica da Suprema Corte dos Estados Unidos. Reafirmou a aceitação pela Corte do uso da pena de morte nos Estados Unidos, mantendo, em particular, a sentença de morte imposta a Troy Leon Gregg. O caso é referido por um importante estudioso como os Casos de 2 de julho, e em outros lugares referidos pelo caso principal Gregg. O tribunal estabeleceu as duas características principais que os procedimentos de sentença capital devem empregar para cumprir a proibição da Oitava Emenda de "punições cruéis e incomuns". A decisão essencialmente encerrou a moratória de facto sobre a pena de morte imposta pelo Tribunal em sua decisão de 1972 em Furman v. Georgia (1972).